# قوام الدين محمد الحسني
قوام الدين محمد الحسني طبيب فارسي في أواخر القرن السابع عشر. كان الحسني عالمًا معروفًا بأنه كان يعمل في مدينة قزوين في بلاد فارس في عام 1694م. تضم المكتبة الوطنية للطب في مقتنياتها نسخة نادرة لقوام الدين من مجموعة من خمس قصائد عربية تتناول الطب والفلك والحساب والخط والآداب. أطلق على هذه القصائد الخمس مجتمعة اسم "الخمسة القزوينية ". طُبعَت نسخة طبق الأصل من النسخة الموجودة في المكتبة الوطنية البريطانية، وتوجد طوابعه في المجلد، بجانب بيان بأنه قام بتصحيح المجلد في عام 1719-1720م. وهكذا نتعلم من هذا المجلد أن قوام الدين محمد الحسني كان لا يزال يعمل حتى سنة 1719م.